# Стружниця (Польща)
Стружниця (пол. Strużnica, нім. Neudorf; pre-1825 Neu- Fischbach) — село в Польщі, у гміні Мислаковиці Єленьоґурського повіту Нижньосілезького воєводства.
Населення — 71 особа (2011).
У 1975-1998 роках село належало до Єленьоґурського воєводства.

## Демографія
Демографічна структура станом на 31 березня 2011 року:
|          | Загалом | Допрацездатний вік | Працездатний вік | Постпрацездатний вік |
| -------- | ------- | ------------------ | ---------------- | -------------------- |
| Чоловіки | 36      | 4                  | 26               | 6                    |
| Жінки    | 35      | 2                  | 26               | 7                    |
| Разом    | 71      | 6                  | 52               | 13                   |